# Mike Keyzer
Meijer Joseph (Mike) Keyzer (zijn oorspronkelijke achternaam was Keizer) (Venlo, 15 oktober 1911 – Den Haag, 16 juli 1983) was een Nederlands politicus.
Keyzer was een liberaal diplomaat en econoom met een lange ervaring in de Europese handelspolitiek. Hij was in de bezettingstijd aanvankelijk werkzaam voor de Joodse Raad. Daarna tot 29 september 1943 geïnterneerd in Barneveld, tot 4 september 1944 in Westerbork, tot begin februari 1945 in Theresienstadt, waarna hij werd uitgewisseld naar Zwitserland.
Hij werd in 1963 staatssecretaris van Verkeer en Waterstaat in het kabinet-Marijnen en later opnieuw in het kabinet-De Jong. Hij was belast met vervoersaangelegenheden en zette zich onder meer in voor luchtvaartovereenkomsten ten behoeve van de KLM.
In 1967 verzette hij zich tevergeefs tegen invoering van het plan-Leber. Dat naar de Duitse minister Georg Leber genoemde plan behelsde onder meer de invoering in de Bondsrepubliek van een extra vervoersbelasting voor zwaardere vrachtauto's.
Hij sloot in 1969 in Moskou namens de Nederlandse regering een luchtvaartovereenkomst met de Sovjet-Unie over een KLM-lijnverbinding via Moskou en over Siberië naar Tokio.
In 1970 diende hij de ontwerp-Wet sloopregeling binnenvaart in. Dit voorstel werd in 1976 door staatssecretaris Michel van Hulten in het Staatsblad gebracht.
Keyzer eindigde zijn loopbaan als voorzitter van de AVRO.
- Biografisch Portaal: 97840156
- Parlement.com: vg09ll28ocqo